# أورتي (إداو محند)
أورتي هو دُوَّار يقع بجماعة وادي الصفاء، إقليم شتوكة آيت باها، جهة سوس ماسة في المملكة المغربية. ينتمي الدوّار لمشيخة إداو محند التي تضم 33 دوار. يقدر عدد سكانه بـ 486 نسمة حسب الإحصاء الرسمي للسكان والسكنى لسنة 2004.

## روابط خارجية
- البوابة الوطنية للجماعات الترابية
- المندوبية السامية للتخطيط